# Rumänischer Eishockeypokal 1999/2000
Der Rumänische Eishockeypokal, rumänisch Cupa României la Hochei pe gheață, wird seit 1969 ausgetragen.

## Teilnehmer und Modus
An der Austragung des Rumänischen Eishockeypokals im Jahr 1999 nahmen die sieben Mannschaften der aktuellen Rumänischen Liga teil. Wie gewohnt wurde der Pokal zu Saisonbeginn vom 3. bis 10. Oktober 1999 ausgespielt. Jede Mannschaft spielte in einer Jeder-gegen-Jeden-Runde einmal gegen die Kontrahenten. Es gab keine Play-offs.
| Steaua Bukarest   | Rapid Bukarest    | CSM Dunărea Galați       | HC Csíkszereda     |
| SC Miercurea Ciuc | Progym Gheorgheni | Sportul Studențesc Torpi | HC Sfîntu-Gheorghe |

## Spiele
| 3. Oktober 1999 | Sportul Studentesc Torpi | 2:6 (0:0, 1:3, 1:3) | CSM Dunărea Galați |  |

| 3. Oktober 1999 | Progym Gheorgheni | 12:1 (1:1, 4:0, 7:0) | HC Sfîntu-Gheorghe |  |

| 3. Oktober 1999 | SC Miercurea Ciuc | 13:1 (4:0, 5:0, 4:1) | Rapid Bucarest |  |

| 4. Oktober 1999 | Dunãrea Galati | 2:4 (0:2, 1:2, 1:0) | Progym Gheorgheni |  |

| 4. Oktober 1999 | HC Sfîntu-Gheorghe | 0:8 (0:4, 0:1, 0:3) | SC Miercurea Ciuc |  |

| 4. Oktober 1999 | Rapid Bucarest | 1:6 (0:3, 1:2, 0:1) | Steaua Bucarest |  |

| 5. Oktober 1999 | SC Miercurea Ciuc | 11:1 (3:0, 3:0, 5:1) | Dunãrea Galati |  |

| 5. Oktober 1999 | Steaua Bucarest | 14:0 (5:0, 4:0, 5:0) | HC Sfîntu-Gheorghe |  |

| 5. Oktober 1999 | Sportul Studentesc Torpi | 2:5 (0:0, 1:3, 1:2) | Rapid Bucarest |  |

| 6. Oktober 1999 | Dunãrea Galati | 3:12 (1:2, 0:6, 2:4) | Steaua Bucarest |  |

| 6. Oktober 1999 | HC Sfîntu-Gheorghe | 1:7 (0:2, 0:3, 1:2) | Sportul Studentesc Torpi |  |

| 6. Oktober 1999 | Rapid Bucarest | 2:2 (1:0, 0:1, 1:1) | Progym Gheorgheni |  |

| 8. Oktober 1999 | Steaua Bucarest | 15:3 (5:0, 5:2, 5:1) | Sportul Studentesc Torpi |  |

| 8. Oktober 1999 | SC Miercurea Ciuc | 8:3 (4:0, 2:2, 2:1) | Progym Gheorgheni |  |

| 8. Oktober 1999 | HC Sfîntu-Gheorghe | 2:11 (0:3, 2:5, 0:3) | Rapid Bucarest |  |

| 9. Oktober 1999 | Dunãrea Galati | 6:2 (2:0, 3:1, 1:1) | HC Sfîntu-Gheorghe |  |

| 9. Oktober 1999 | Progym Gheorgheni | 7:4 (2:2, 3:0, 3:2) | Sportul Studentesc Torpi |  |

| 9. Oktober 1999 | SC Miercurea Ciuc | 2:4 (0:2, 2:1, 0:1) | Steaua Bucarest |  |

| 10. Oktober 1999 | Rapid Bucarest | 6:3 (2:1, 2:0, 2:2) | Dunãrea Galati |  |

| 10. Oktober 1999 | Sport Club Miercurea Ciuc | 8:2 (1:0, 2:1, 5:1) | Sportul Studentesc Torpi |  |

| 10. Oktober 1999 | Progym Gheorgheni | 2:7 (0:0, 1:2, 1:5) | Steaua Bucarest |  |

## Abschlusstabelle
| Platz | Verein                   | Sp. | S | U | N | Tore  | Pkt |
| ----- | ------------------------ | --- | - | - | - | ----- | --- |
| 1     | Steaua Bukarest          | 6   | 6 | 0 | 0 | 58:11 | 12  |
| 2     | SC Miercurea Ciuc        | 6   | 5 | 0 | 1 | 50:11 | 10  |
| 3     | Progym-Apicom Gheorgheni | 6   | 3 | 1 | 2 | 30:24 | 7   |
| 4     | Rapid Bukarest           | 6   | 3 | 1 | 2 | 26:28 | 7   |
| 5     | CSM Dunărea Galați       | 6   | 2 | 0 | 4 | 21:37 | 4   |
| 6     | Sportul Studențesc Torpi | 6   | 1 | 0 | 5 | 20:42 | 2   |
| 7     | HC Sfîntu-Gheorghe       | 6   | 0 | 0 | 6 | 06:58 | 0   |

Damit hatte der Seriensieger Steaua Bukarest erneut gewonnen.